# Spheciospongia potamophera
Spheciospongia potamophera är en svampdjursart som först beskrevs av de Laubenfels 1954.  Spheciospongia potamophera ingår i släktet Spheciospongia och familjen borrsvampar.
Artens utbredningsområde är havet kring Mikronesien. Inga underarter finns listade i Catalogue of Life.